# Petrol Ofisi
La Petrol Ofisi è una società turca leader nel settore della distribuzione, importazione, stoccaggio e raffinazione del petrolio.
La compagnia fu fondata il 18 febbraio del 1941.
Nel 2006 la compagnia austriaca OMV ne ha acquisito il 34%. Successivamente è stata acquisita dall'olandese Gruppo Vitol: l'operazione si è conclusa nel giugno del 2017.
Nel 2022 la società contava più di 1900 stazioni di rifornimento in Turchia.
Dagli anni 2000 la Petrol Ofisi sponsorizza varie discipline sportive come la GP2, il rally, il karting, l'alpinismo e il Gran Premio di Turchia di Formula 1.

## Storia
Petrol Ofisi venne fondata nel febbraio del 1941 come società controllata dallo stato allo scopo di importare  stoccare, raffinare e distribuire prodotti petroliferi.
La compagnia venne privatizzata il 24 luglio del 2000: il 51% delle quote, la maggioranza, venne acquisito dalla Doğan Holding. Il 13 marzo del 2006, la società petrolifera austriaca OMV acquisì il 34% delle azioni per circa 1.504 miliardi di dollari. A seguito dell'operazione di mercato, le quote controllate dalla Dogan Holding scesero dall'86,7% al 52,7%. Nell'ottobre del 2010, OMV annunciò l'acquisizione delle rimanenti quote per la somma di un miliardo di euro, arrivando a detenere il 95,75% della società. La transazione rimase soggetta all'approvazione delle autorità fino al mese di dicembre dello stesso anno.
Nell'ambito dell'accordo siglato tra Petrol Ofisi e Chevron Brands International (Chevron) nel 2021, Texaco ha avviato la produzione di prodotti petroliferi.